# Jaap Hollander
Jacob Jan (Jaap) Hollander ( Leeuwarden, 29 de octubre de 1952 ) es un psicólogo de la salud mental , terapeuta conductual, hipnoterapeuta y entrenador neerlandés. Es  un  representante y escritor sobre programación neurolingüística (PNL) en los Países Bajos.

## Vida y obra
Se graduó de la Universidad de Groningen en el año de 1977. Aproximadamente un año después, Hollander empezó a trabajar como psicólogo en el Centro Psiquiátrico de Venray.  Renuncio a este cargo para trabajar de manera independiente. En 1983 cofundó la Fundación belga holandesa para la terapia de trance Therpsichore (que se fue disuelta en 1989). En 1994 cofundó el Instituto de Psicología Ecléctica (IEP) en Nijmegen y que tuvo gran impacto en Países Bajos. Como formador imparte talleres de PNL y coaching provocativo, entre otras cosas. En ese sentido, modeló la perspicacia y las habilidades analíticas de los altos ejecutivos, las habilidades de presentación de varios entrenadores efectivos y los rituales de trance de los sacerdotes del Candomblé .
Debido a que constantemente se ha cuestionado el valor científico de la PNL, Hollander hizo algunas recomendaciones en 1999 para mejorar las relaciones con la ciencia.